# Keiichi Hayashi (Bauingenieur)
Keiichi Hayashi  (* 2. Juli 1879 in Takada; † 2. August 1957 in Tokio) war ein japanischer Bauingenieur.

## Leben
Hayashi ging in Tokio zur Schule und studierte 1900 bis 1903 an der Kaiserlichen Universität Tokio. Danach arbeitete er als Bergbauingenieur. 1912 wurde er in Tokio mit einer Dissertation über elastisch gebettete Balken promoviert. 1912 bis 1917 lehrte er an der Universität Kyūshū. Gleichzeitig war er zu Studienaufenthalten in Deutschland, England und den USA. 1917 wurde er Professor an der Universität Kyushu.
Er ist durch die erstmalige Behandlung eines elastisch gebetteten Balkens bekannt. Außerdem veröffentlichte er Tafeln trigonometrischer und spezieller Funktionen wie Besselfunktionen.